# Helig (Graduale Romanum XII)
Helig ur Graduale Romanum XII och är skriven på 1200-talet. Är ett moment i den kristna mässan. Texten kommer från Sanctus och lyder: Helig, helig, helig är Herren Sebaot. Hela jorden är full av hans härlighet.

## Publicerad i
- Graduale Romanum XII
- Den svenska mässboken 1942, del 1.
- Den svenska kyrkohandboken 1986 under Högmässogudstjänstens Helig.